# Sandplattpiga
Sandplattpiga (Hippodamia variegata) är en skalbaggsart som först beskrevs av Johann August Ephraim Goeze 1777. Den ingår i släktet Hippodamia och familjen nyckelpigor. Inga underarter finns listade i Catalogue of Life.

## Beskrivning
En avlång nyckelpiga med orangefärgade till röda täckvingar som har mellan 0 och 12 svarta prickar, i undantagsfall upp till 15, främst i den bakre delen, som kan flyta ihop. Halsskölden är övervägande svart med vita markeringar. Benen är svarta med bruna fötter. Beroende på antalet prickar kan arten förväxlas med den sjuprickiga nyckelpigan, men den senare är inte så avlång, och har en längre kropp. Arten är således liten, med en kroppslängd på 4 till 5 mm.

## Utbredning
Utbredningsområdet omfattar hela Europa utom Island, Spetsbergen och vissa andra arktiska öar, samt österut genom Ryssland, Georgien, Armenien, Azerbajdzjan, Kazakstan, Afghanistan och Sibirien till Mongoliet, Kina och Koreahalvön. I söder och sydöst förekommer den i tropiska Afrika, Pakistan, Nepal, Bhutan, norra Indien samt Sydöstasien. Den har dessutom blivit införd till Australien och Nordamerika: I Australien uppträdde den först i Queensland år 2001, men har senare spritt sig över hela landet. I nordvästra Nordamerika upptäcktes den först i Quebec på 1980-talet, men har senare spritt sig till västra Wisconsin och South Dakota.
I Sverige finns den i hela landet, men främst i södra Götaland, medan den i Finland förekommer i större delen av landet.

## Ekologi
Habitatet utgörs av sandmarker, ängar, skog, framför allt tallskog, soliga skogsbryn, ängar och andra gräsmarker samt ruderat där arten förekommer på blommor, gräs, buskage och träd. Arten lever av bladlöss på gräs som glycerior och elmar, luserner med flera. Arten övervintrar i regel under torra örter.

## Bildgalleri

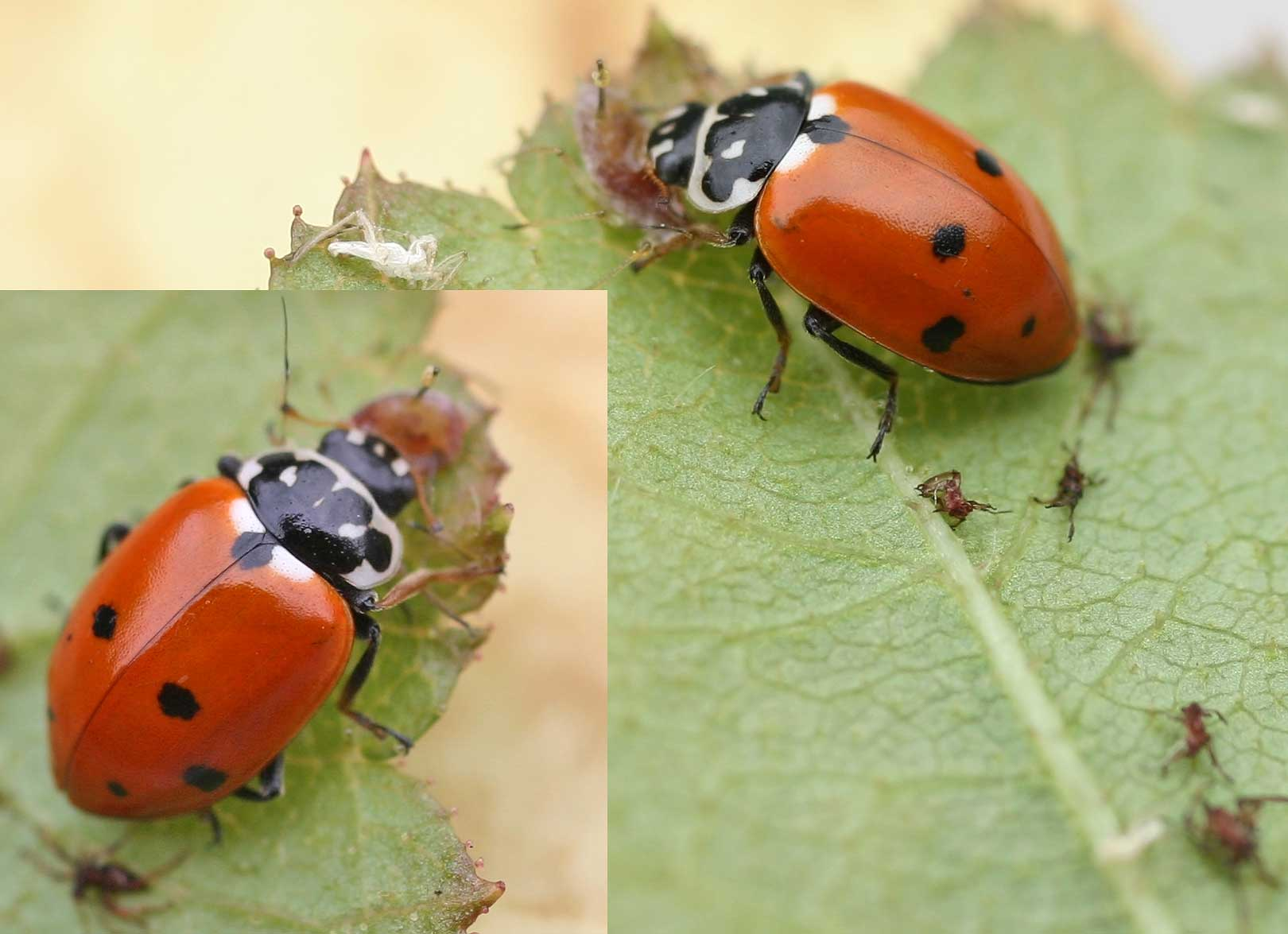
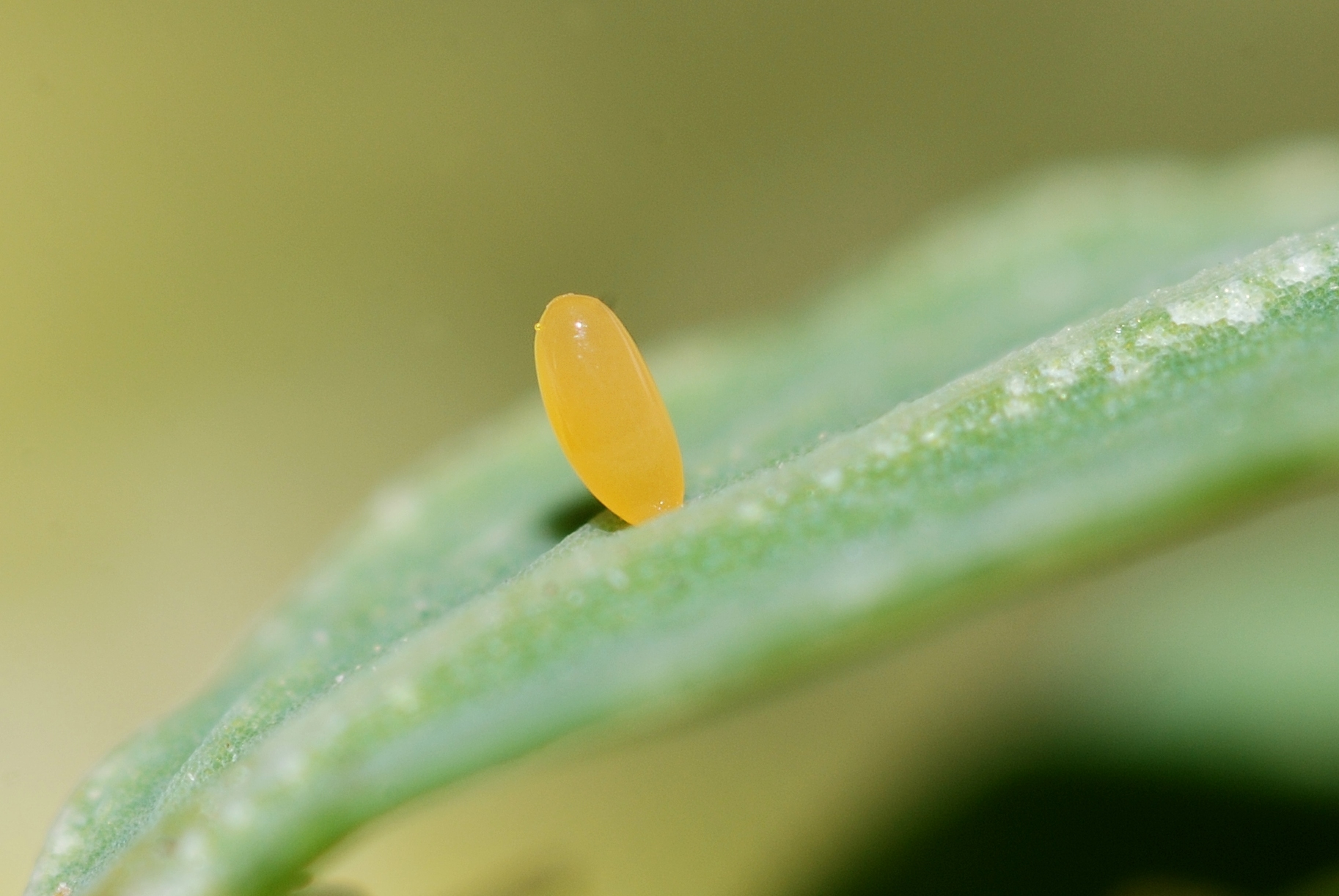
Sandplattpigans ägg.
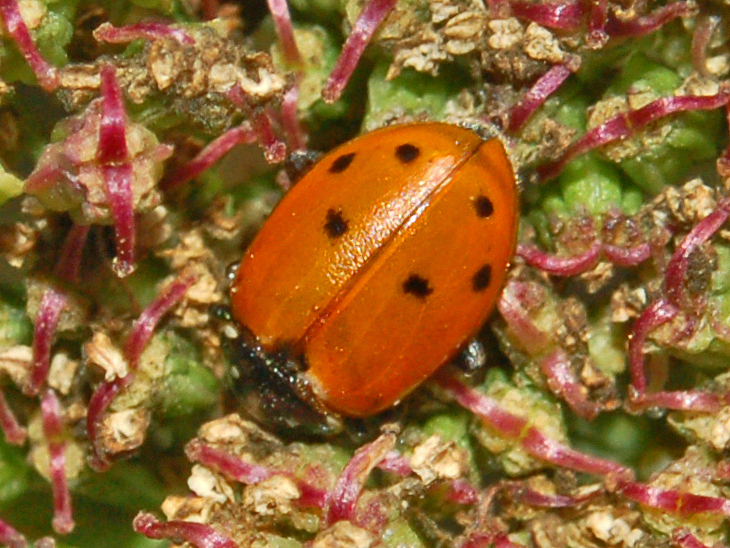
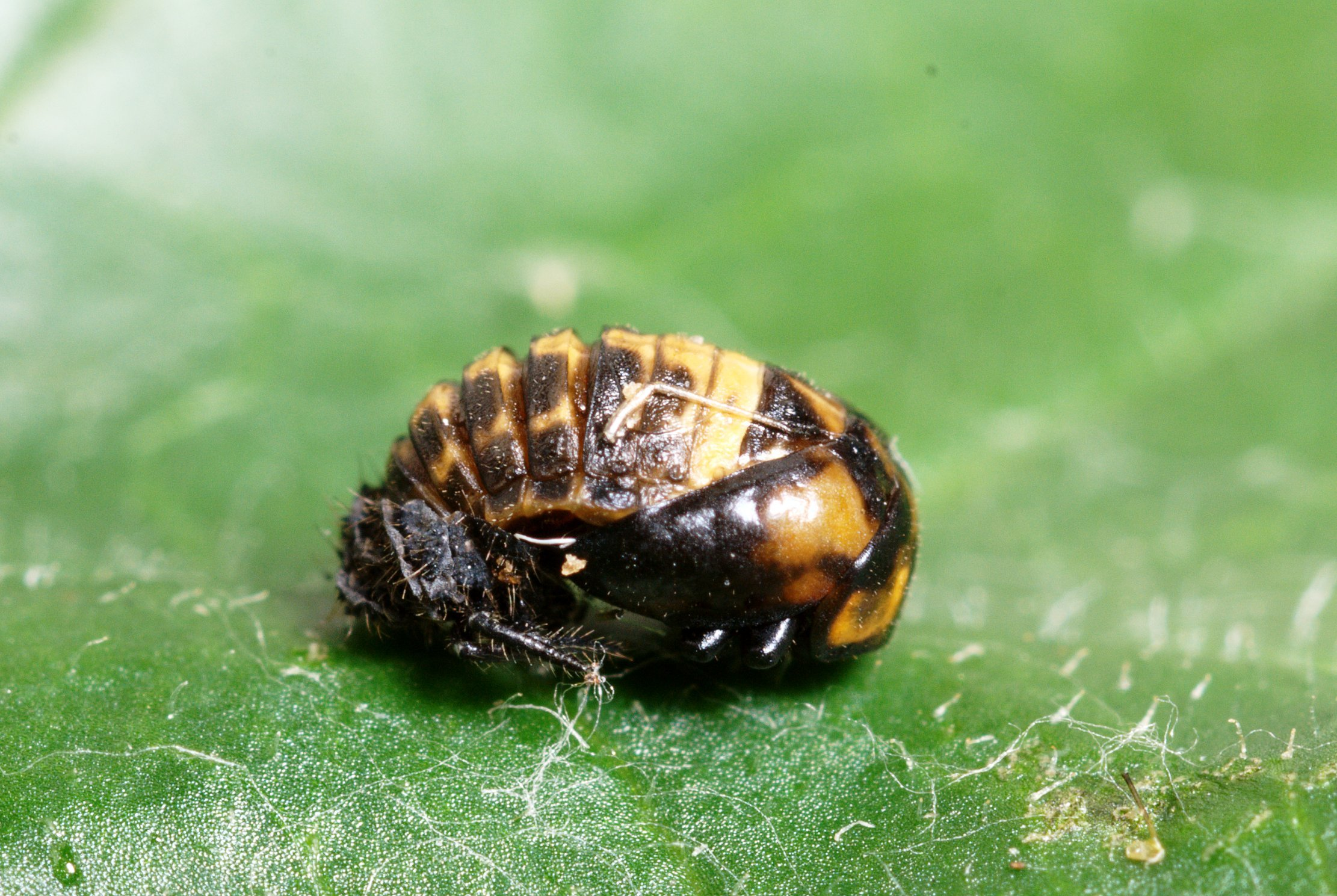
Sandplattpiga, puppa.